# Ү́
Ү́ (minuscule : ү́), appelé ou droit accent aigu, est une lettre de la variante de l’alphabet cyrillique utilisée dans certaines langues lorsque l’intonation est indiquée à l’aide de l’accent aigu. Elle est composée d’un ou droit diacrité d’un accent aigu.

## Utilisations
Le Ү́ est utilisé en bachkir et en mongol lorsque l’intonation d’une syllabe est indiquée sur la voyelle Ү. Par exemple, la graphie mongole ‹ Сү́жоу ›, « Suzhou », indiquant l’accent tonique sur la première syllabe du mot habituellement écrit ‹ Сүжоу ›.

## Représentations informatiques
Le ou droit accent aigu peut être représenté avec les caractères Unicode suivants :
- décomposé (cyrillique, diacritiques)[1],[2] :

| formes    | représentations | chaînes de caractères | points de code | descriptions                                                 |
| --------- | --------------- | --------------------- | -------------- | ------------------------------------------------------------ |
| capitale  | Ү́               | Ү◌́                    | U+04AE U+0301  | lettre majuscule cyrillique ou droit diacritique accent aigu |
| minuscule | ү́               | ү◌́                    | U+04AF U+0301  | lettre minuscule cyrillique ou droit diacritique accent aigu |